# Einar Liberg
Einar Liberg (ur. 16 października 1873 w Elverum, zm. 9 września 1955 w Oslo) – norweski strzelec, siedmiokrotny medalista olimpijski, medalista mistrzostw świata.
Einar Liberg startował czterokrotnie na igrzyskach olimpijskich (IO 1908, IO 1912, IO 1920, IO 1924), biorąc udział w trzynastu konkurencjach. W Londynie wywalczył tytuł mistrzowski w drużynowym strzelaniu z karabinu dowolnego w trzech pozycjach z 300 m. W Sztokholmie również zdobył jeden medal, tym razem srebro (w tej samej konkurencji).
Najwięcej razy Norweg stawał na podium w Antwerpii. Zdobył trzy medale w czterech konkurencjach, w których startował. Został mistrzem olimpijskim w strzelaniu pojedynczym do sylwetki jelenia drużynowo, oraz drużynowym mistrzem i indywidualnym brązowym medalistą w strzelaniu podwójnym do sylwetki jelenia. Na ostatnich zawodach olimpijskich, Liberg dwukrotnie zdobył medale olimpijskie, oba w drużynie (złoto w rundzie pojedynczej do sylwetki jelenia i srebro w rundzie podwójnej do sylwetki jelenia).
Liberg dwukrotnie zdobywał medale mistrzostw świata. Oba osiągnął na mistrzostwach świata w Sztokholmie (1929). Wywalczył jeden złoty (runda pojedyncza do sylwetki jelenia, 100 metrów, drużynowo) i jeden srebrny medal (runda podwójna do sylwetki jelenia ze 100 metrów drużynowo i trap)